# 아켈라레
《아켈라레》(스페인어: Aquelarre)는 1999년 방영된 칠레의 텔레노벨라이다.